# Paratrechina iridescens
Paratrechina iridescens är en myrart som först beskrevs av Horace Donisthorpe 1942.  Paratrechina iridescens ingår i släktet Paratrechina och familjen myror. Inga underarter finns listade i Catalogue of Life.